# Casinaria minima
Casinaria minima är en stekelart som först beskrevs av Morley 1913.  Casinaria minima ingår i släktet Casinaria och familjen brokparasitsteklar. Inga underarter finns listade.